# Палеокоми
Палеокоми (грч. Παλαιοκώμη) је насељено место у општини Амфипољ у периферији Средишња Македонија, Грчка. Према попису из 2021. године био је 1.081 становник.
Према бугарском географу и историчару, Василу Канчову, у Палеокомију је 1900. године живело 1.330 Грка и 275 Турака. Током Балканских и Првог светског рата село је настрадало и већи део мештана је избегао, тако је после рата остало 434 житеља. Године 1923. преостало турско становништво је принудно исељено у Турску а на њихово место је насељено 178 грчких избегличких породица, укупно 639 особа. На попису из 1928. године Палеокоми је имао 1.382 становника. Село се раније звало Провишта.